# 田村光太郎
田村 光太郎（たむら こうたろう、1988年 - ）は、日本の研究者、大学教員。博士（理学）。専門は複雑系物理学（特に、経済物理学、複雑ネットワーク）、非線形物理学。元東京工業大学特任助教。

## 人物
指導教官は高安美佐子。主に、企業間取引関係を複雑ネットワークとして表した研究を中心に発表を行う。高安らと企業間の取引高に重力則があることを報告し、企業間取引関係のネットワークから企業の取引高の推定や売上分布を説明する数理モデルを提唱した。

## 経歴
- 2011年 - 東京工業大学理学部物理学科卒業。
- 2014年 - 同大大学院イノベーションマネジメント研究科技術経営専攻修了。技術経営修士（専門職）。
- 2016年 - 同大大学院総合理工学研究科博士課程修了。博士（理学）。
- 2016年 - 同特任助教。
- 2016年 - 成城大学非常勤講師。

## 著書・論文
- 『学生・技術者のためのビッグデータ解析入門』（三浦航、高安美佐子（監修））、日本評論社 2014
- K. Tamura, W. Miura, M. Takayasu, H. Takayasu, S. Kitajima, H. Goto, "Estimation of flux between interacting nodes on huge inter-firm networks", International Journal of Modern Physics: Conference Series 16, 93-104, (2012)
- K. Tamura, H. Takayasu, M. Takayasu, "Extraction of conjugate main-stream structures from a complex network flow", Physical Review E 91 (4), 042815, (2015)
- K. Tamura, H. Takayasu, M. Takayasu, "Diffusion-localization transition caused by nonlinear transport on complex networks", Scientific reports 8 (1), 5517, (2018)